# رشید محمدف
رشید محمدف (روسی: Рашид Магомедгаджиевич Магомедов؛ زادهٔ ۱۴ مهٔ ۱۹۸۴) ورزشکار هنرهای رزمی ترکیبی و بوکسور اهل روسیه است. وی از سال ۲۰۰۸ میلادی تاکنون مشغول فعالیت بوده‌است.